# Lucia Bronzetti
Lucia Bronzetti (ur. 10 grudnia 1998 w Rimini) – włoska tenisistka.

## Kariera tenisowa
W karierze zwyciężyła w pięciu singlowych turniejach i dwóch deblowych rangi ITF. 8 kwietnia 2024 roku zajmowała najwyższe miejsce w rankingu singlowym WTA Tour – 46. pozycję, natomiast 6 stycznia 2025 osiągnęła najwyższą pozycję w rankingu deblowym – 267. miejsce.
W sezonie 2022 osiągnęła finał zawodów singlowych w Palermo. Przegrała w nim 2:6, 2:6 z Iriną-Camelią Begu. Miesiąc później przegrała w finale rozgrywek cyklu WTA 125 w Vancouver z Walendini Gramatikopulu 2:6, 4:6.
W sezonie 2023 wygrała zawody rangi WTA 250 w Rabacie, zwyciężając w finale 6:4, 5:7, 7:5 Julię Grabher, po drodze wygrywając m.in. ze Sloane Stephens i Alycią Parks. Wystąpiła w finale turnieju w Bad Homburg vor der Höhe, w którym przegrała z Kateřiną Siniakovą 2:6, 6:7(5).

## Finały turniejów WTA
| Legenda                   | Legenda |
| ------------------------- | ------- |
| Wielki Szlem              |         |
| Igrzyska olimpijskie      |         |
| WTA Tour Championships    |         |
| od 2021                   |         |
| WTA 1000 (obowiązkowe)    |         |
| WTA 1000 (nieobowiązkowe) |         |
| WTA 500                   |         |
| WTA 250                   |         |
| WTA 125                   |         |

### Gra pojedyncza 4 (1–3)
| Końcowy wynik | Nr | Data          | Turniej                  | Nawierzchnia  | Przeciwniczka       | Wynik finału  |
| ------------- | -- | ------------- | ------------------------ | ------------- | ------------------- | ------------- |
| Finalistka    | 1. | 24 lipca 2022 | Palermo                  | Ceglana       | Irina-Camelia Begu  | 2:6, 2:6      |
| Zwyciężczyni  | 1. | 27 maja 2023  | Rabat                    | Ceglana       | Julia Grabher       | 6:4, 5:7, 7:5 |
| Finalistka    | 2. | 1 lipca 2023  | Bad Homburg vor der Höhe | Trawiasta     | Kateřina Siniaková  | 2:6, 6:7(5)   |
| Finalistka    | 3. | 9 lutego 2025 | Kluż-Napoka              | Twarda (hala) | Anastasija Potapowa | 6:4, 1:6, 2:6 |

## Finały turniejów WTA 125

### Gra pojedyncza 2 (1–1)
| Końcowy wynik | Nr | Data             | Turniej       | Nawierzchnia | Przeciwniczka           | Wynik finału     |
| ------------- | -- | ---------------- | ------------- | ------------ | ----------------------- | ---------------- |
| Finalistka    | 1. | 21 sierpnia 2022 | Vancouver     | Twarda       | Walendini Gramatikopulu | 2:6, 4:6         |
| Zwyciężczyni  | 1. | 14 lipca 2024    | Contrexéville | Ceglana      | Majar Szarif            | 6:4, 6:7(4), 7:5 |

## Finały turniejów ITF
| turnieje z pulą nagród 100 000 $ (W100) |
| turnieje z pulą nagród 80 000 $ (W80)   |
| turnieje z pulą nagród 60 000 $ (W75)   |
| turnieje z pulą nagród 40 000 $ (W50)   |
| turnieje z pulą nagród 25 000 $ (W35)   |
| turnieje z pulą nagród 15 000 $ (W15)   |
| turnieje z pulą nagród 10 000 $         |

### Gra pojedyncza 9 (5–4)
| Rezultat     |    | Data       | Turniej           | ($)    | Naw.           | Przeciwniczka     | Wynik         |
| Zwyciężczyni | 1. | 04/09/2016 | Sion              | 10 000 | Ceglana        | Karin Kennel      | 6:3, 7:6(5)   |
| Zwyciężczyni | 2. | 12/11/2017 | Szarm el-Szejk    | 15 000 | Twarda         | Julia Wachaczyk   | 6:1, 6:2      |
| Zwyciężczyni | 3. | 14/02/2021 | Szarm el-Szejk    | 15 000 | Twarda         | Nefisa Berberović | 7:6(4), 6:0   |
| Zwyciężczyni | 4. | 28/03/2021 | Hawr              | 15 000 | Ceglana (hala) | Sara Cakarevic    | 6:3, 6:1      |
| Finalistka   | 1. | 11/04/2021 | Bellinzona        | 60 000 | Ceglana        | Julia Grabher     | 2:6, 3:6      |
| Finalistka   | 2. | 20/06/2021 | Jönköping         | 25 000 | Ceglana        | Darja Astachowa   | 6:3, 3:6, 5:7 |
| Finalistka   | 3. | 11/07/2021 | Turyn             | 25 000 | Ceglana        | Diane Parry       | 4:6, 2:6      |
| Zwyciężczyni | 5. | 24/04/2022 | Chiasso           | 60 000 | Ceglana        | Simona Waltert    | 2:6, 6:3, 6:3 |
| Finalistka   | 4. | 02/04/2023 | Croissy-Beaubourg | 60 000 | Twarda (hala)  | Jodie Burrage     | 3:6, 6:4, 6:0 |

### Gra podwójna 4 (2–2)
| Rezultat     |    | Data       | Turniej   | ($)    | Naw.           | Partnerka           | Przeciwniczki                            | Wynik          |
| Finalistka   | 1. | 15/12/2017 | Cordenons | 15 000 | Ceglana (hala) | Ludmiła Samsonowa   | Federica Di Sarra Michele Alexandra Zmau | 2:6, 6:1, 8–10 |
| Zwyciężczyni | 1. | 09/11/2018 | Cordenons | 15 000 | Ceglana (hala) | Anastasia Grymalska | Verena Hofer Maria Vittoria Viviani      | 7:5, 7:5       |
| Zwyciężczyni | 2. | 04/06/2021 | Grado     | 25 000 | Ceglana        | Izabełła Szinikowa  | Federica Di Sarra Camilla Rosatello      | 6:4, 2:6, 10–8 |
| Finalistka   | 2. | 10/07/2021 | Turyn     | 25 000 | Ceglana        | Aurora Zantedeschi  | Federica Di Sarra Camilla Rosatello      | 2:6, 2:6       |

## Występy w igrzyskach olimpijskich

### Gra pojedyncza
| Runda                                                                   | Przeciwniczka               | Wynik    |
| ----------------------------------------------------------------------- | --------------------------- | -------- |
|                                                                         |                             |          |
| Letnie Igrzyska Olimpijskie w Paryżu 2024, reprezentując państwo Włochy |                             |          |
| I runda                                                                 | Chorwacja: Donna Vekić [13] | 2:6, 5:7 |

### Gra podwójna
| Runda                                                                   | Partnerka              | Przeciwniczki                                       | Wynik    |
| ----------------------------------------------------------------------- | ---------------------- | --------------------------------------------------- | -------- |
|                                                                         |                        |                                                     |          |
| Letnie Igrzyska Olimpijskie w Paryżu 2024, reprezentując państwo Włochy |                        |                                                     |          |
| I runda                                                                 | Elisabetta Cocciaretto | Hiszpania: Cristina Bucșa / Sara Sorribes Tormo [8] | 1:6, 2:6 |